# Raphael Gualazzi
Raffaele Gualazzi (Urbino, 11 novembre 1981) è un cantautore e pianista italiano.
Nel 2011 ha vinto la sessantunesima edizione del Festival di Sanremo nella categoria "Giovani" con il brano Follia d'amore e, nello stesso anno, è arrivato secondo all'Eurovision Song Contest. Ha ottenuto la seconda posizione al Festival di Sanremo 2014 con Liberi o no in collaborazione con The Bloody Beetroots.

## Biografia

### Gli esordi
È figlio di Velio Gualazzi, fondatore con Ivan Graziani degli Anonima Sound.
Dopo aver intrapreso gli studi di pianoforte al Conservatorio Rossini di Pesaro, dove è stato avviato all'apprendimento degli autori classici, estende la sua ricerca musicale anche nel campo dei generi jazz, blues e fusion, collaborando con artisti del settore, mettendo in evidenza le sue peculiarità vocali e strumentali.

### Prime esperienze musicali
Nel 2005 viene pubblicato l'album d'esordio Love Outside the Window, prodotto da Gianni Daldello e Leo Rossano e distribuito da Edel Music, con il quale ottiene l'attenzione della critica ed una prima significativa presenza sui media. Dallo stesso anno partecipa a festival come Fano Jazz by the Sea, il Trasimeno Blues (dal 2007 al 2010, compresa l'edizione autunnale Bianco Rosso & Blues), il Java Festival di Giacarta e l'Argo Jazz, Ravello International Festival, ed altri mentre nel 2008 esce in Francia, su etichetta Wagram Musica, la raccolta Piano Jazz, che include il brano di Gualazzi Georgia on My Mind, oltre a composizioni di artisti come Norah Jones, Diana Krall, Art Tatum, Ray Charles, Jamie Cullum, Michel Petrucciani, Chick Corea, Thelonious Monk, Dave Brubeck, Nina Simone e Duke Ellington.
Dopo essere stato invitato ad esibirsi in Vermont e New Hampshire all'interno del progetto The History & Mystery of Jazz, che l'ha visto al fianco di musicisti quali Michael Ray (Sun Ra Arkestra, Kool & the Gang), Steve Ferraris (Sun Ra Arkestra, Charlie Haden), Jamie Mc Donald, Nick Cassarino, Bob Gullotti e John McKenna, a settembre 2009 Gualazzi incontra Caterina Caselli e firma un contratto discografico con la Sugar Music.
Giunto all'attenzione del grande pubblico grazie alla cover di Don't Stop dei Fleetwood Mac, scelta come colonna sonora dello spot televisivo di Eni nell'estate 2010 Raphael Gualazzi si esibisce all'Heineken Jammin Festival, al Pistoia Blues Festival e al Giffoni Film Festival, per poi debuttare in settembre al Blue Note di Milano, dove presenta il suo primo omonimo EP digitale contenente quattro brani e con il quale giunge alla vetta della classifica di iTunes.
Nel frattempo con il brano Reality and Fantasy nel remix di Gilles Peterson, entrato anche a far parte delle raccolte Nova Tunes 2.2 e Hotel Costes ai vertici delle classifiche di vendita digitali in tutto il mondo, Raphael Gualazzi conquista l'airplay di alcuni network francesi e il primo dicembre debutta al Sun Side Club di Parigi, tempio della musica jazz, dove presenta il suo repertorio ai media europei.

### Il successo
Raphael Gualazzi presenta al Festival di Sanremo 2011 Follia d'amore, scritto, prodotto e arrangiato dallo stesso Gualazzi. Contestualmente al Festival, il 16 febbraio, esce il secondo album in studio Reality and Fantasy, contenente il brano sanremese. Il 18 febbraio 2011 Gualazzi viene dichiarato vincitore della categoria Giovani e viene designato come rappresentante dell'Italia (che era assente dal 1997) all'Eurovision Song Contest 2011. In questo evento internazionale, che si è svolto a Düsseldorf, in Germania, il 10, 12 e 14 maggio 2011, Gualazzi ha partecipato con Madness of Love, una versione in italiano e inglese di Follia d'amore, che gli ha valso il secondo posto in classifica nella manifestazione e la vittoria del premio della giuria tecnica, alle spalle solamente dei vincitori dell'Azerbaigian. Il 2 maggio 2011, insieme a Gianni Morandi e Roberto Vecchioni, ha preso parte come ospite al programma televisivo musicale Due.
Il 13 dicembre 2012 viene confermata la sua partecipazione al Festival di Sanremo 2013 con i brani Senza ritegno e Sai (ci basta un sogno). Nel gennaio 2013 viene annunciato il suo terzo album, Happy Mistake, pubblicato poi il 14 febbraio dello stesso anno. Due giorni prima della pubblicazione dell'album, in occasione della prima serata del Festival, Gualazzi si esibisce con i due brani e viene decretato che Sai (ci basta un sogno) prosegua nella gara; la canzone termina la kermesse canora al 5º posto. Il 29 settembre 2013 presenta la nuova sigla del programma TV Che tempo che fa, il brano L'amie d'un Italien (Rainbows). Dopo essere arrivato al grande pubblico grazie alla cover di Don't Stop, usata come colonna sonora degli spot di Eni, anche altre due sue canzoni sono state usate nella pubblicità: Reality and Fantasy da Fiat per la Fiat 500 e Love Goes Down Slow da Telecom.
Il 18 dicembre 2013 viene annunciata la partecipazione di Raphael Gualazzi al Festival di Sanremo 2014, insieme a The Bloody Beetroots, con i brani Tanto ci sei e Liberi o no, quest'ultimo scelto come brano per la gara della kermesse e classificato secondo nella gara musicale.
Il 15 luglio 2016 esce, dopo due anni di assenza dalle scene, il singolo L'estate di John Wayne, contenuto nell'album Love Life Peace, questo pubblicato il successivo 12 settembre e prodotto e arrangiato da Matteo Buzzanca. Il successivo novembre viene pubblicato il secondo singolo, Lotta Things, seguito nel febbraio 2017 da Buena fortuna, in duetto con Malika Ayane, già anticipato nel precedente ottobre come sigla di chiusura del programma televisivo Rischiatutto. A maggio 2017 viene pubblicato il singolo La fine del mondo, parte della riedizione internazionale di Love Life Peace.
Il 26 agosto 2017 è maestro concertatore della serata finale della Notte della Taranta.
Il 31 dicembre 2019 viene annunciata la sua partecipazione al Festival di Sanremo 2020 con il singolo Carioca. Il brano nella serata finale si classifica all'11º posto.
Il 5 novembre 2022 torna nella sua scuola media d'infanzia, la Scuola Media Volponi-Pascoli in cui gli viene dedicata un'aula musicale.

## Influenze musicali
La sua musica nasce dalla fusione della tecnica ragtime dei primi anni del Novecento con la liricità del blues, del soul e del jazz nella sua forma più tradizionale. Le sonorità tipiche del pre-jazz e dello stride piano di Scott Joplin, Jelly Roll Morton, Fats Waller, Art Tatum e Mary Lou Williams, il jazz di Ray Charles ed il blues Roosevelt Sykes vengono attualizzate da Raphael Gualazzi con uno stile personalissimo dove la tradizione convive con le influenze più innovative di artisti eclettici come Jamiroquai e Ben Harper.

## Discografia

### Album in studio
- 2005 – Love Outside the Window
- 2011 – Reality and Fantasy
- 2013 – Happy Mistake
- 2016 – Love Life Peace
- 2020 – Ho un piano
- 2022 – Bar del sole
- 2023 – Dreams

### EP
- 2010 – Raphael Gualazzi
- 2013 – Rainbows
- 2014 – Accidentally on Purpose - Sanremo's Festival 2014 (feat. The Bloody Beetroots)

### Singoli
- 2010 – Don't Stop[32]
- 2010 – Reality and Fantasy
- 2011 – Follia d'amore
- 2011 – A Three Second Breath
- 2011 – Madness of Love
- 2011 – Zuccherino dolce
- 2011 – Calda estate (dove sei)
- 2011 – Love Goes Down Slow
- 2013 – Sai (ci basta un sogno)
- 2013 – Senza ritegno
- 2014 – Liberi o no (feat. The Bloody Beetroots)
- 2014 – Tanto ci sei (feat. The Bloody Beetroots)
- 2016 – L'estate di John Wayne
- 2016 – Lotta Things
- 2016 – Buena fortuna (feat. Malika Ayane)
- 2017 – La fine del mondo
- 2020 – Carioca

### Partecipazioni
- 2008 – Piano Jazz con Georgia on My Mind
- 2010 – Hotel Costes, Vol. 14 con Reality & Fantasy (Gilles Peterson Remix)
- 2010 – Nova Tunes 2.2 con Reality & Fantasy (Gilles Peterson Remix)

## Videografia

### Video musicali
| Anno | Titolo                             | Regista/i                      |
| ---- | ---------------------------------- | ------------------------------ |
| 2010 | Reality and Fantasy                | Valentina Be                   |
| 2011 | Follia d'amore                     | Valentina Be                   |
| 2011 | A Three Second Breath              | Duccio Forzano                 |
| 2011 | Madness of Love                    | Duccio Forzano                 |
| 2011 | Love Goes Down Slow                | Marco Missano                  |
| 2013 | Senza ritegno                      |                                |
| 2013 | Sai (ci basta un sogno)            |                                |
| 2016 | L'estate di John Wayne             | Jacopo Rondinelli              |
| 2016 | Lotta Things                       | Jacopo Rondinelli              |
| 2017 | Buena fortuna (feat. Malika Ayane) | Jacopo Rondinelli              |
| 2017 | La fine del mondo                  | Joza                           |
| 2020 | Carioca                            | Lorenzo Silvestri, Andrea Losa |
| 2020 | Per noi                            |                                |

## Filmografia
- Summertime – serie TV, episodio 1x07 (2020)

## Doppiaggio
- Tamatoa in Oceania (2016)[38] e Oceania 2 (2024)